# Kordofan del Sud
La wilaya o estat de Kordufan Meridional o Kordofan del Sud (àrab: جنوب كردفان, Janūb Kurdufān; anglès: South Kurdufan) és una de les 15 wilayes o estats del Sudan. Té una superfície de 158.355	 km² i una població d'1.406.404 km (2008). La capital és Kaduqli o Kadugli. El territori està centrat a les muntanyes Nuba.

## Història

districtes

L'estat fou creat el 14 de febrer de 1994 amb una superfície de 185.302 km², per divisió de l'estat de Kordofan en tres estats. Després de l'acord de Pau Complert de 9 de gener de 2005, una part del Kordofan Occidental es va agregar a l'estat el 16 d'agost del 2005. Segons els acords s'havien de fer uns referèndums per decidir el futur de l'estat, i un específic al districte d'Abyei per decidir sobre la seva integració al Sudan del Sud. Però el governador Ahmed Haroun, acusat de diversos crims de guerra per la Cort Penal Internacional, va suspendre el procés i primer va enviar milícies a Abyei que després fou ocupat per tropes regular del nord, encetant un segon procés de violència. El 6 de juny de 2011 va esclatar el conflicte armat entre forces del nord i del sud; el sud havia d'esdevenir independent formalment el 9 de juliol de 2011 i es va fer un acord pel queal les dues parts es retirarien d'Abyei i la zona seria desmilitaritzada (20 de juny); forces de pau d'Etiòpia s'hi desplegarien.
Els combats es van intensificar el gener de 2015 a mesura que el govern d'Omar al-Bashir intentava recuperar el control del territori rebel abans de les eleccions generals d'abril de 2015. Amb l'enderrocament d’al-Bashir a l’abril del 2019, després de mesos de protestes, l’SRF va anunciar un alto el foc de tres mesos, amb l'esperança de facilitar la transició a la democràcia, i això va dur a l'inici de les negociacions de pau entre els rebels i el nou govern provisional.

## Districtes
Kordufan del Sud està dividit en vuit districtes (incloent Abyei que ara no té aquesta consideració):
1. Dilling
2. Rashad
3. Abu Jubaiyah
4. Talodi
5. Kadugli
6. Lagawa
7. As Salam
8. Abyei (zona especial, abans districte)

## Governadors
- 1994 - 1997 Habib Makhtoum
- 1997 - 2000 Abdullah Ubaydullah
- 2000 - 2003 Majdhub Yusuf Babikr
- 2003 - 2005 Somi Zaydan Attiyah
- 2005 - 2007 Ismail Khamis Jalab (Jelab)
- 2007 - 2009 Omar Suleiman Adam
- 2009 - Ahmed Mohammed Haroun

## Líders de les Muntanyes Nuba
- 1981 - 2001 Yousif Kiwa (Kuwa Mekki)
- 2001 - 2005 Abdel Aziz Adam al Hilu